# 레밍캐이넨

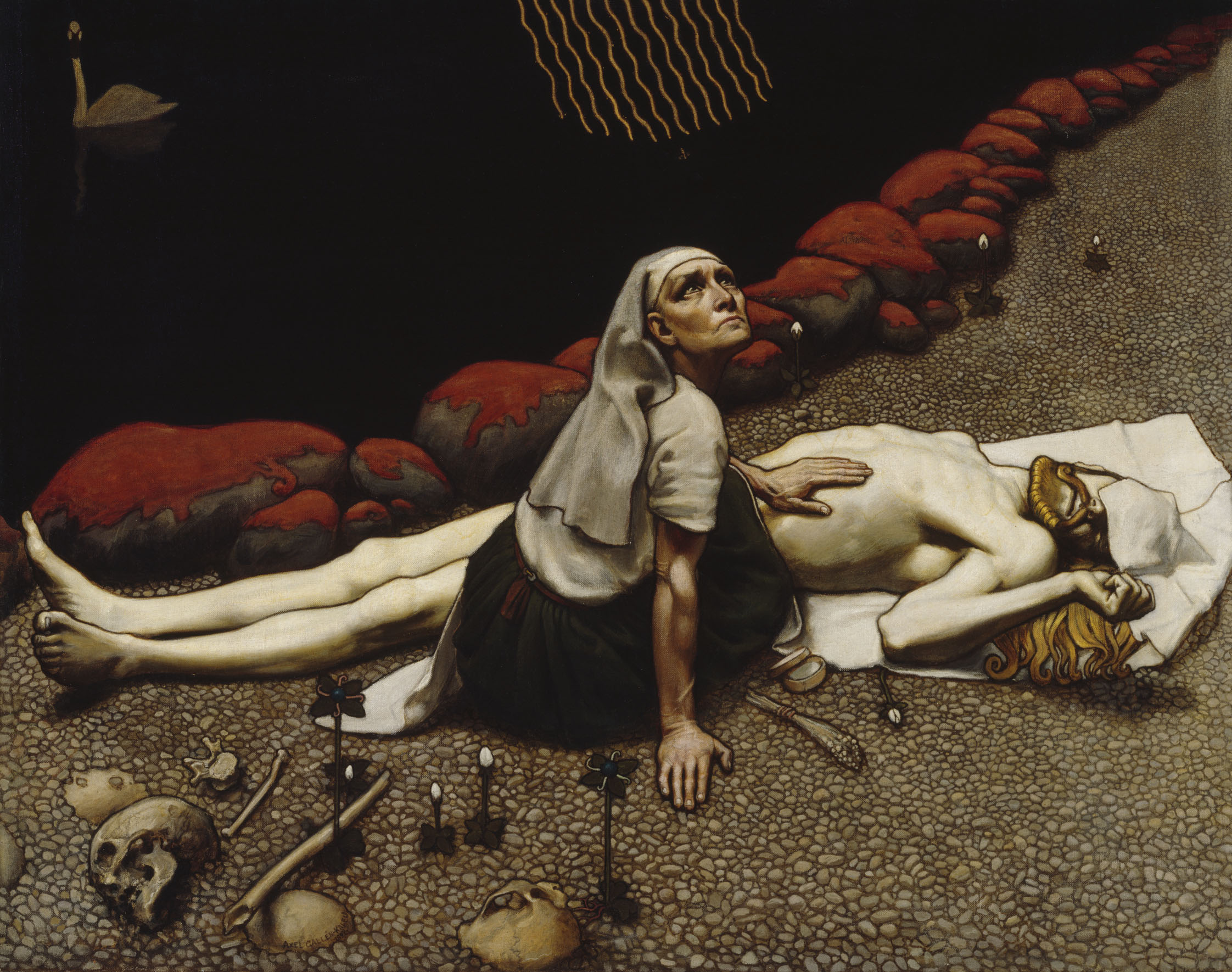
〈레밍캐이넨의 어머니〉, 악셀리 갈렌칼렐라의 1897년 그림. 레밍캐이넨의 어머니가 어둠의 강에서 아들의 시체를 막 건진 장면이다.

레밍캐이넨(핀란드어: Lemminkäinen [ˈlemːiŋˌkæinen][*]) 또는 레밍키(핀란드어: Lemminki [ˈlemːiŋki][*])는 핀란드 신화의 중요 등장인물이다. 칼레발라의 주인공 영웅들 중 한 명으로, 대개 긴 붉은 머리를 기른 젊은 미남으로 묘사된다.
본래 신화의 레밍캐이넨은 다소 무속적 인물인데, 칼레발라에서는 전쟁영웅 카우코미엘리/코우카모이넨 및 아흐티 사아렐라이넨과 성격이 다소 융합되었다.
레밍캐이넨은 로우히의 딸을 자기 아내로 맞기 위해 투오넬라의 어둠의 강에 사는 검은 백조를 잡으려다 빠져 죽는다. 레밍캐이넨의 어머니는 아들을 찾기 위해 온 하늘과 땅을 다 뒤지고 마침내 아들의 운명을 알게 되어 아들의 시체를 건지기 위해 일마리넨에게 구리로 된 갈퀴를 빌려 저세상으로 향한다. 투오니 강가에서 물 속을 헤집어 그녀는 처음에 레밍캐이넨의 옷가지와 신발을 건져내고, 그 다음 박살난 아들의 몸 한 조각을 건져냈다. 그 뒤로도 어미는 계속 물 속을 헤집어 아들의 시체 조각을 모두 찾아냈고, 조각들을 꿰매 붙이고 신들에게 기도하여 아들을 되살리려 한다. 그러나 그녀는 레밍캐이넨의 몸을 다시 만드는 데는 성공했지만 생명을 불어넣지는 못했다. 그러자 그녀는 꿀벌 한 마리에게 애원하여 하늘로 올라가 우코 신에게 레밍캐이넨을 다시 살릴 꿀 한 방울을 얻어 달라고 한다. 얻어온 꿀을 연고 삼아 상처를 치료하자 마침내 레밍캐이넨은 되살아났다.
레밍캐이넨은 스칸디나비아의 발드르와 많은 점을 공유하는데, 일부 연구자들은 그들이 같은 존재에서 파생된 것이라고 생각하기도 한다.

## 같이 보기
- 발드르